# Candelaria Figueredo

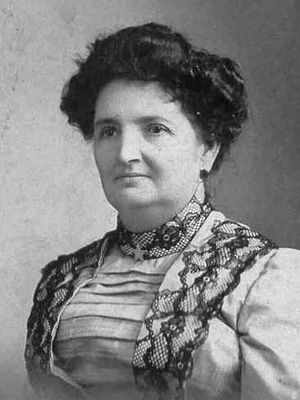
Candelaria Figueredo

Candelaria Figueredo y Vázquez, genannt auch Canducha oder Candello (* 11. Dezember 1852 in Bayamo, Provinz Granma; † 19. Januar 1914 in Havanna) war eine kubanische Unabhängigkeitskämpferin während der Loslösung Kubas von Spanien bis zum Friedensvertrag von Paris im Jahr 1898. Ihr Andenken wird in Kuba als La abanderada de 68 („die Bannerträgern von 1868“) gepflegt.
Zu ihrem Leben und Wirken sind zwei Quellen verfügbar: Die Ur-Ur-Enkelin Lorraine Perry und ihr Mann haben auf einer privaten Internetseite eine Biographie der Vorfahrin veröffentlicht und die Webseite der Generalstaatsanwaltschaft Kuba (FGR) hält einen Artikel zu ihr aus der Granma, dem Zentralorgan des Zentralkomitees der Kommunistischen Partei Kubas vor. Die Berichte sind weitestgehend konsistent und Grundlage der nachfolgenden Darstellung.

## Leben
Candelaria Figueredo war das vierte von elf Kindern von Isabel Vázquez y Moreno und des Anwalts Pedro Figueredo y Cisneros, eines kubanischen nationalistischen Revolutionärs, der im kubanischen Unabhängigkeitskrieg von 1868, dem sogenannten Zehnjährigen Krieg, gegen die Spanier kämpfte. Die Familie war wohlhabend und kulturell wie politisch interessiert.
Die älteste Schwester von Candelaria, Eulalia, war mit verheiratet Carlos Manuel de Céspedes. Die Familie wurde tief in die Unabhängigkeitsbestrebungen im Vorfeld des Zehnjährigen Kriegs hineingezogen. Zu Beginn des Krieges im Oktober 1868 war Candelaria Figueredo 16 Jahre alt. Am Anfang stand die Eroberung der Stadt Bayamo und dort fand die Geschichte mit der neu entworfenen unabhängigen kubanischen Flagge statt, für die Figueredo legendär ist:

„Am nächsten Tag rückten die Revolutionäre auf Bayamo vor, und rittlings auf einem weißen Pferd, flankiert von Gustavo, ihrem Bruder, und Carlos Manuel de Céspedes y Céspedes, dem Ehemann von Eulalia, trug Candelaria ein langes weißes Kleid mit einer dreifarbigen Schärpe über der Brust und einer roten phrygischen Mütze auf dem Kopf, die Fahne hochgehalten für alle zu sehen. Céspedes, beeindruckt von ihrem Mut, verlieh ihr den Ehrenrang eines Coronel.“

Die Spanier eroberten Bayamo schnell zurück und brannten die Stadt nieder. Die Familie floh in die Sierra Maestra, wo sie das Leben von Flüchtlingen führten. Am 15. Juli 1871 wurde sie zusammen mit ihrer 14-jährigen Schwester und ihrem 12-jährigen Bruder von den Spaniern gefangen genommen. Sie wurden in der Festung Zaragoza in Manzanillo gefangen gehalten, wo sie verhört wurden. Candelaria und ihren Geschwistern wurde schließlich befohlen, Kuba bis zum 17. Oktober 1871 zu verlassen, da ihnen sonst die Deportation auf die Insel Fernando Póo (heute Bioko) vor der Westküste Afrikas drohe. Sie segelten am 13. Oktober von Manzanillo auf dem Schoner Annie in Richtung New York, obwohl in der Nähe ein Hurrikan tobte. Candelaria soll den Kapitän mit den Worten überredet haben, auszulaufen: „Es ist eine Frage der Notwendigkeit. Ich bin tausendmal lieber Futter für die Haie als für die Spanier.“
In Key West, Florida wurde sie mit ihrer Mutter und den Schwestern wieder vereinigt. Dort erfuhr Candelaria vom Tod ihres Vaters und ihres Bruders Gustavo. Sie wurde sehr krank und verbrachte eine gewissen Zeit in Nassau, Bahamas, kehrte aber bald nach Key West zurück.
Am 21. April 1877 heiratete sie einen anderen Exilkubaner, Federico del Portillo, der aus Matanzas stammte und an der Universität von Havanna Jura studiert hatte, aber geflohen war, um der spanischen Hinrichtung von Studenten zu entgehen. Sie hatten neun eigene Kinder, für sieben sind die Daten bekannt: Isabela (Januar 1778), Eulalia (April 1882), Rosalia (September 1883), Federico (August 1886), Blanca (Juni 1888), Lorenzo (April 1890) und Eliza (Mai 1892). Die amerikanische Staatsbürgerschaft erwarb das Ehepaar nicht.
Im Jahr 1901, nach dem Spanisch-Amerikanischen Krieg, kehrten Candelaria und Federico nach Kuba zurück und ließen sich in Havanna nieder. Candelaria starb am 19. Januar 1914 und wurde nach Perry mit vollen militärischen Ehren auf dem Cementerio Cristóbal Colón in Havanna, nach dem FGR von einem Großteil der Presse und der Bevölkerung unbemerkt beigesetzt. In La Discusión, La Lucha und Gráfico erschienen Nachrufe. Ihr Mann überlebte sie zehn Jahre.

## Nachleben
1929 wurde posthum ihre Autobiographie veröffentlicht.
Sie umfasst die Zeit der Verschwörung in Bayamo und ihre Teilnahme am Zehnjährigen Krieg. Die Veröffentlichung erfolgte durch die Comisión Patriótica Pro-Himno Nacional als eine Hommage an die kubanischen Frauen. Der FGR bezeichnet „die emotionalen Seiten als ein authentisches Beispiel für den Patriotismus, der die Kubaner im Jahr 1868 dazu bewegte, zu den Waffen zu greifen“.
Judy Chicago widmete ihr eine Inschrift auf den dreieckigen Bodenfliesen des Heritage Floor ihrer 1974 bis 1979 entstandenen Installation The Dinner Party. Die mit dem Namen Candelaria Figueredo beschrifteten Porzellanfliesen sind dem Platz mit dem Gedeck für Sacajawea zugeordnet.